# Lego Digital Designer
O LEGO Digital Designer (LDD) é um software livre de desenho auxiliado por computador desenvolvido pela LEGO. Roda em plataformas Microsoft Windows (XP, Vista, 7 e 8) e OS X.
O programa permite a montagem e visualização de construções virtuais LEGO em computador: casas, veículos, personagens e criaturas.  A sua interface é simples e intuitiva. Conta com um número ilimitado de peças, em diversas cores, e inclui temas de linhas de produtos como o LEGO Mindstorms ou LEGO Creator.
Oferece projetos predeterminados inacabados, para serem completados pelo usuário, além da opção de gerar os próprios manuais de construção, de modo a disponibilizar automaticamente instruções passo-a-passo de como construir o modelo projetado, inclusive com a opção de salvá-los em formato HTML. Os projetos salvos podem assim ser compartilhados, enviados ao Website da LEGO, etc. Adicionalmente informa o custo da criação na realidade.
A versão atual é a 4.3 e compreende sons e uma interface melhorada, com novas peças e ferramentas.